# Strobenried

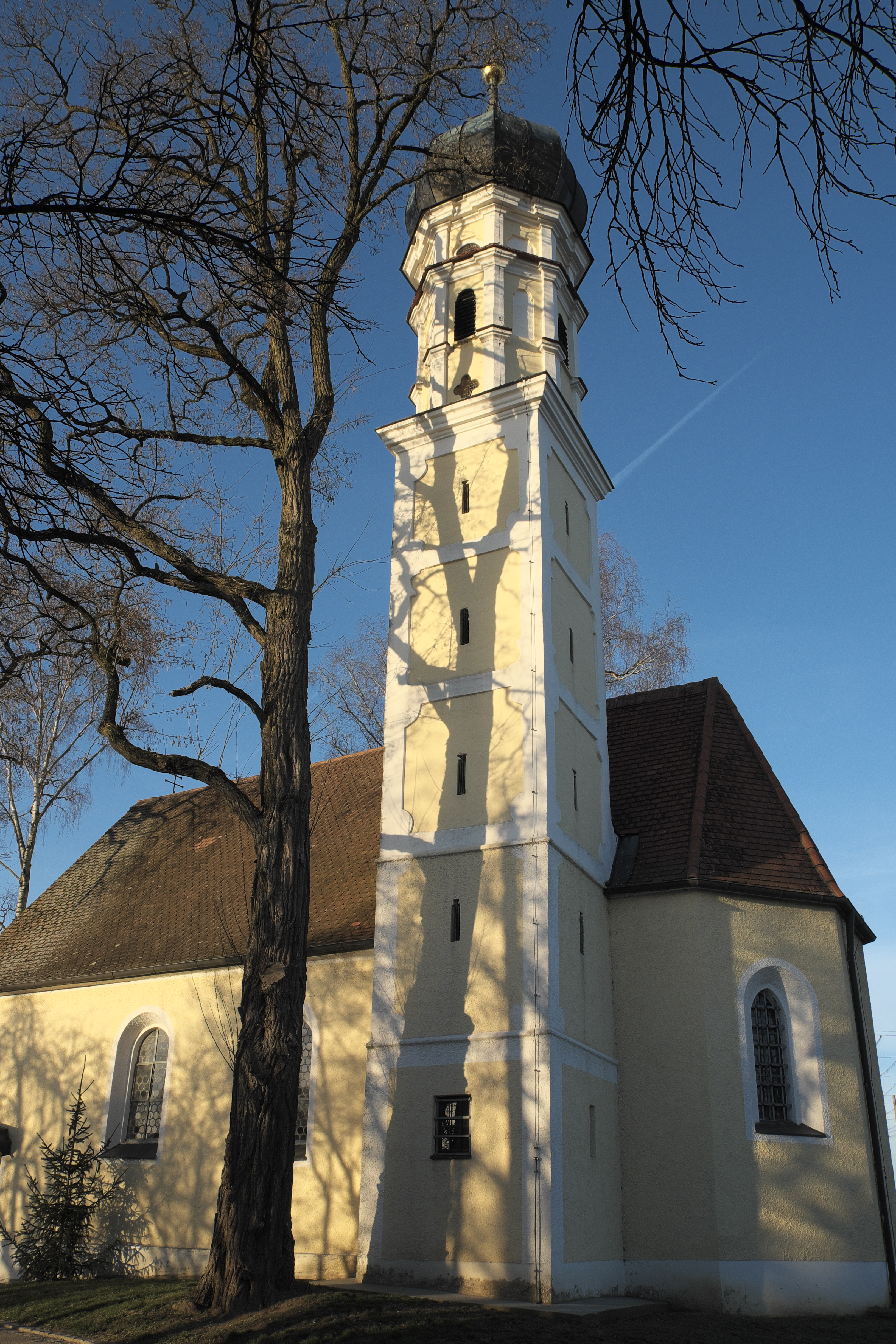
Kirche St. Leonhard in Strobenried

Strobenried  ist ein Kirchdorf und Ortsteil der oberbayerischen Gemeinde Gerolsbach im Landkreis Pfaffenhofen an der Ilm. 

## Geschichte
Als „Strubenried“ und einmal auch als „Strubinen“ erscheint Strobenried zwischen 1130 und 1140 in den Urkunden. Die katholische Pfarrkirche St. Leonhard in Strobenried stammt aus dem Jahr 1495. Die 1818 mit dem zweiten bayerischen Gemeindeedikt begründete Gemeinde Strobenried gehörte bis 30. Juni 1972 zum Landkreis Schrobenhausen und wurde ab 1. Juli 1972 in den Landkreis Pfaffenhofen an der Ilm einbezogen. Sie verlor am 1. Januar 1978 ihre Selbstständigkeit und wurde in die Gemeinde Gerolsbach eingegliedert.
Die Gemeinde gehörte seit der Trennung von Justiz und Verwaltung am 1. Juli 1862 zum Bezirksamt beziehungsweise (ab 1939 umbenannt) Landkreis Schrobenhausen; bei der Landkreisreform kam die Kommune am 1. Juli 1972 zum Landkreis Pfaffenhofen an der Ilm.